# Реконька (приток Хотцы)
Реконька (Рёконька) — река в России, протекает в Любытинском районе Новгородской области. Устье реки находится в 5 км по правому берегу реки Хотца. Длина реки составляет 26 км, площадь водосборного бассейна 97,4 км².

## Данные водного реестра
По данным государственного водного реестра России относится к Балтийскому бассейновому округу, водохозяйственный участок реки — Волхов, речной подбассейн реки — Волхов. Относится к речному бассейну реки Нева (включая бассейны рек Онежского и Ладожского озера).
Код объекта в государственном водном реестре — 01040200612102000019117.